# Johannes Schmidt (SS-Mitglied)

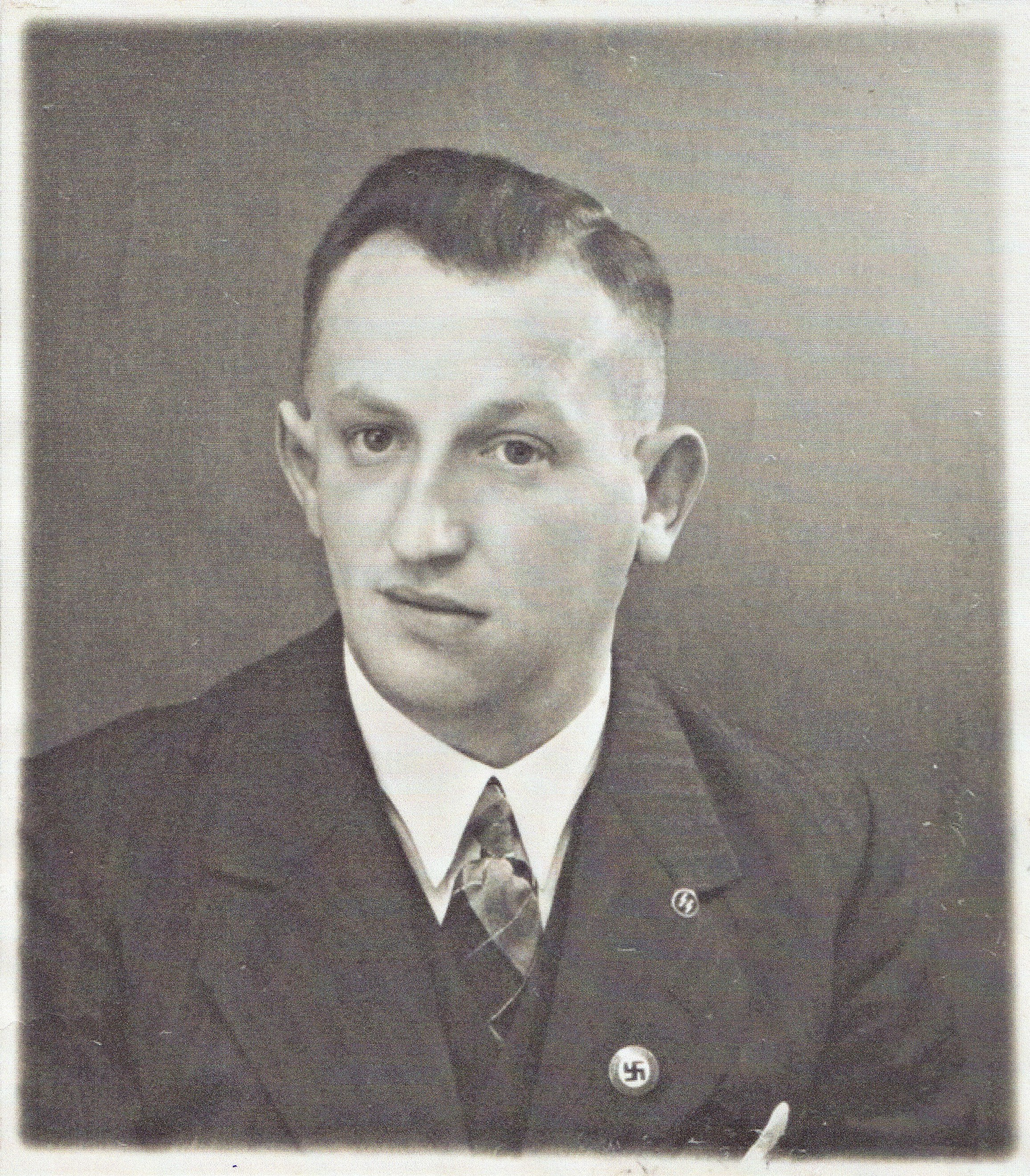
Johannes Schmidt (1935)

Johannes Schmidt (* 11. März 1908 in Gotha; † 23. Dezember 1976 in Offenbach am Main) war in der Zeit des Nationalsozialismus ein deutscher SD- und SS-Offizier (letzter Rang: Sturmbannführer). Zur Zeit der Röhm-Morde 1934 war er mutmaßlich in den Mord an Kurt von Schleicher verwickelt. Danach war er ab 1936 im Thüringischen Innenministerium erst für die Kontrolle der politischen und dann der gesamten Polizei zuständig. Nach 1945 gelang es ihm, seine Funktion im SD zu verbergen. Ab den 1950er Jahren arbeitete er beim hessischen Gemeindetag – zum Schluss als Oberverwaltungsdirektor.

## Biografie

### Ausbildung
Schmidt war der Sohn des Kohlenhändlers Johannes Schmidt und seiner Ehefrau Olga. Über seine Mutter war er ein Enkel des Orgelbauers Wilhelm Heerwagen. Schmidt hatte einen jüngeren Bruder, Herbert Heinrich Ernst Schmidt (* 1915), der im Zweiten Weltkrieg verschollen ist.
Bei der Geburt zog Schmidt sich einen körperlichen Schaden zu; seine rechte Ohrmuschel wurde durch eine künstliche Ohrmuschel ersetzt. Er besuchte die Arnoldischule in Gotha, wo er 1927 das Abitur bestand. Anschließend studierte er Rechtswissenschaften an der Universität Jena (1927/28) und an der Universität Heidelberg (1928/29) und erneut in Jena. Hier promovierte er 1933 bei Hellmuth von Weber über den Begriff der Gewalt zum Dr. jur. Nach dem Referendarexamen wurde er 1931 in den juristischen Vorbereitungsdienst aufgenommen und war bei verschiedenen Gerichten tätig. 1935 legte er das Große Staatsexamen ab.

### Politisches Engagement für den Nationalsozialismus
Schmidt war als Jugendlicher Mitglied des rechtsextremen Deutschnationalen Jugendbundes. 1923 störte er in seiner Schule eine Gedenkfeier für die Errichtung der Weimarer Republik am 9. November 1918. In Heidelberg gehörte er einer Burschenschaft an.
Im Sommer 1929 trat er in den NS-Studentenbund ein, in welchem er Gaustudentenführer in Thüringen wurde, und etwas später in die NSDAP. Öffentlich engagierte er sich nicht in der NSDAP. Schmidt konnte sich als Jurist in Ausbildung nicht leisten, sich zu ihr zu bekennen, ohne seine Ausbildung und seine erstrebte Anstellung beim Staat zu gefährden. Ab 1931 baute er im Gebiet der SS-Standarte XIV einen Nachrichtendienst auf. Am 30. Juni 1933 trat Schmidt der SS bei (SS-Nummer 36.232) und wurde 1933 SS-Sturmführer, 1934 SS-Obersturmführer, 1937 SS-Hauptsturmführer und 1939 SS-Sturmbannführer.

### Tätigkeit für den Sicherheitsdienst
1933 wurde Schmidt dem Sicherheitsdienst des Reichsführers SS zugeteilt. Er trat zu Ausbildungszwecken seinen Dienst in München an und wohnte bis 1934 in München. Danach wurde er parallel mit dem mit ihm befreundeten Hermann Behrends nach Berlin versetzt und übernahm eine Abteilung des SD-Oberabschnitts Ost in Berlin, der unter Behrends Leitung stand. Von Februar bis August 1934 war Schmidt Leiter der Abteilung I (Information). Sowohl in München als auch in Berlin wohnte Schmidt im SD-Gebäude. Der SD war zu dieser Zeit im ganzen Reichsgebiet etwa 200 Mann stark. Die Gruppe im SD-Oberabschnitt Ost, die für Berlin zuständig war und in der Villa in der Eichenallee residierte, bestand aus etwa 30 Leuten.
1934 übernahm Himmler die Geheime Staatspolizei; Behrends und Schmidt übernahmen dort Funktionen. Schmidt wurde in der Hauptabteilung III (Spionage und Spionageabwehr) als Leiter Unterabteilung Wirtschaftsspionage eingesetzt.
Die Mordaktionen vom 30. Juni 1934 an Schleicher und seiner Frau wurden von SD-Leuten in Zivil vorgenommen. Der Historiker Orth hielt dabei mit anderen Wissenschaftlern die Ermordung Schleichers durch Schmidt für möglich. Diese Einschätzung beruhte unter anderem auf den Inhalten des Buches von Heinrich Orb (Heinrich Pfeifer): Nationalsozialismus: 13 Jahre Machtrausch, 1945. Orb beschrieb Interna des SD und auch die Ereignisse am 30. Juni 1934. Da Pfeifer aber andrerseits auch manche Fehler machte, hielt das manche Historiker ab, dieser Quelle zu vertrauen. Orth diskutierte sehr ausführlich das Für und Wider des Buches von Pfeifer und kommt zum Schluss, dass Pfeifer bis 1936, dem Jahr seiner Emigration, überwiegend vertrauenswürdig ist. Pfeifer/Orb bezeichnete 1945 in seinem Buch Schmidt als Schleicher-Mörder. Beweisen ließ sich diese These nie, da die als Mörder in Frage kommenden Personen nach den Morden alle Spuren verwischen konnten. Hitler teilte Behrends ein Geheimbüro im Preußischen Abgeordnetenhaus zu, aus dem heraus dieser seine Vertuschungstätigkeit für die Mordtaten verüben konnte. Orth hält im Übrigen den Mord eher für eine versehentliche Tötung, da die Täter überfordert gewesen seien sollen.
Nach Orths und Orbs Darstellung kamen fünf der folgenden Männer des SD-Abschnitts Ost und des SD-Abschnitts III für die Begleitung Schmidts bei der Mordtat in Frage: SS-Obertruppführer Kurt Brunow, SS-Obersturmführer Werner Göttsch, SS-Untersturmführer Kurt Graaf, SS-Untersturmführer Richard Gutkaes, SS-Oberscharführer Alfred Naujocks, SS-Mann Josef Pospischil, SS-Obersturmführer Richard Pruchtnow und die folgenden Mitglieder des SD-Abschnittes III SS-Obersturmführer Willy Falkenberg, SS-Untersturmführer Heinz Schildt, V-Mann Ernst Werner sowie SS-Obersturmbannführer Walter Sohst.

### Tätigkeit bis 1945
Ab Herbst 1934 kam Schmidt nach Thüringen, hier bekleidete er zunächst den Posten eines Amtsrichters in Gotha. Ab 1936 wurde er Leiter des Büros des Staatssekretärs Walter Ortlepp im Thüringischen Innenministerium. Im April 1938 wurde er Referent für die politische Polizei in der dortigen Polizeiabteilung, deren Leitung er kurz darauf übernahm. Schmidt bekleidete zuletzt den Rang eines Oberregierungsrates.

### Tätigkeit nach 1945
Am 28. April 1945 wurde Schmidt von der amerikanischen Armee verhaftet. Die nächsten drei Jahre verbrachte er in verschiedenen amerikanischen Entnazifizierungslagern. Schmidt versuchte die Zeit sinnvoll zu nutzen und belegte Unterrichtskurse für Häftlinge in der Camp-University. Daneben fungierte er als Barackenrechtsberater und machte beim Lagerarbeitsdienst mit. 1946/47 ließ sich Schmidt von Verwandten und Freunden eine Anzahl von Leumundszeugnissen ausstellen. Diese Entlastungszeugnisse, in denen ihm durchweg eine moralisch großartige, menschliche Haltung attestiert wurde, dienten ihm in seinem Spruchkammerverfahren 1948/49 zum Beweise seiner Unschuld. Dabei wussten viele seiner Entlastungszeugen, so auch seine zweite Ehefrau, nichts von seiner Tätigkeit beim SD und in der Gestapo in den Jahren 1933/34. Im Juni 1948 wurde Schmidt durch die Spruchkammer Darmstadt-Lager in die Gruppe der Minderbelasteten eingestuft (III) und gegen eine Geldbuße von 300 Reichsmark auf Bewährung freigelassen. Er wohnte von 1948 bis 1952 im Hause der Eltern seiner Frau in Epterode bei Kassel, von 1953 bis 1957 in der Nachbarstadt Großalmerode und ab 25. September 1957 in Mühlheim a. M. 1949 wurde Schmidt in einem Nachverfahren durch die Spruchkammer Kassel in die Gruppe der Mitläufer eingereiht und galt als entnazifiziert. Er arbeitete zu der Zeit als Schreibkraft bei den Vereinigten Großalmeroder Thonwerken.
In Mühlheim a. M. war er als Verwaltungsrat, Verwaltungsdirektor und zuletzt als Oberverwaltungsdirektor beim Hessischen Gemeindetag beschäftigt (z. T. firmierte er auch als Verwaltungsrechtsdirektor und Oberverwaltungsrechtsdirektor). 1966 legte er einen umfangreichen Kommentar zum Erschließungsrecht vor, der bis heute zahlreiche aktualisierte Neuauflagen erlebt hat und sich als Hilfsmittel an Gemeinden, Städte, Kreise, Baubehörden, Verwaltungsgerichte und Fachanwälte für Verwaltungsrecht richtet. Er besorgte die Bearbeitung dieses Werkes bis zur 4. Auflage von 1976.
Schmidt wurde 1969 zeugenschaftlich durch das Hessische Landeskriminalamt Wiesbaden zur Struktur des SD, dem Mord an Herbert von Bose und der Anschuldigung, Mörder von Schleicher zu sein, vernommen. Diese Befragung war auf Anregung des niedersächsischen Ministerialrates Fritz Tobias zustande gekommen, der das Buch von Orb kannte und in Bezug auf die Darstellungen der Mordaktionen des 30. Juni als verlässlich einschätzte. Schmidt behauptete in dieser Vernehmung, er sei 1934 nur besuchsweise beim SD gewesen und habe nicht die Abteilung Information des Oberabschnitts Ost geleitet. Er stritt ab, Schleicher jemals gesehen zu haben. Er habe ihn auf keinen Fall ermordet. Der Historiker Orth bemängelte, dass die Ermittlungsbehörden in Berlin die Angaben Schmidts so hinnahmen, ohne die Angaben mit den Eintragungen in den SD- und SS-Unterlagen gegenzuprüfen, die sich damals im Berlin Document Center befanden. Orth fand jedenfalls mühelos die Unterlagen über Schmidts SS- und SD-Tätigkeit in den Unterlagen, die seit 1994 vom Bundesarchiv (Deutschland) verwaltet werden, ebenso die Abschrift eines Briefes im Nachlass Louis Müldner von Mülnheim, wonach sich Schmidt – entgegen seiner Behauptung von 1969 – zum genannten Zeitpunkt in Berlin an Verhaftungen aktiv und leitend beteiligte.
Seit 1937 war Schmidt mit Gerda Küttner verheiratet; beide hatten fünf Kinder. Nach der Scheidung seiner ersten Ehe heiratete er 1948 im Internierungslager Elli Oetzel; beide hatten eine Tochter.

## Werke
- Der Begriff der Gewalt nach der Rechtsprechung des deutschen Reichsgerichts und des Österreichischen Obersten Gerichtshofes unter Berücksichtigung des Entwurfes zu einem Allgemeinen Deutschen Strafgesetzbuch, Erfurt 1934. (Dissertation)
- Handbuch des Erschliessungsrechts. Monographische Darstellung des Erschliessungsrechts und Erschliessungsbeitragsrechts, Deutscher Gemeindeverlag/Kohlhammer, Köln u. a. 1966. (das Werk hat bis in die Gegenwart zahlreiche Neuauflagen erlebt; Schmidt besorgte diese bis einschließlich zur 4. Auflage: 2. erweiterte Auflage, Köln u. a. 1967; 3. völlig neubearbeitete und erweiterte Auflage, Köln 1972; 4. völlig neubearbeitete und erweiterte Auflage, Köln u. a. 1976; nach Schmidts Tod wurde das Werk von Walter Bogner und Reimer Steenbock fortgeführt: 5. völlig neubearbeitete und erweiterte Auflage, Köln u. a. 1981; 6. völlig neubearbeitete und erweiterte Auflage, Köl u. a. 1998; als Loseblattsammlung letztmals 2007 erweitert)
- Erschließungsbeiträge. Erläuterungen zur Mustersatzung des Deutschen Gemeindetages (Fassung Februar 1967), (= Kommunale Schriften für Hessen, Bd. 32), 2. neubearbeitete und erweiterte Auflage, Köln u. a. 1967.
- Der Stadtverordnete. Gemeindevertreter und das Hessische Beitrags- und Gebührenrecht für Wasser und Kanal, (= Schriftenreihe des Freiherr vom Stein Instituts Bd. 14), Gemeindetag, Mühlheim am Main 1975.